# Jean Castex
Jean Castex (Bản mẫu:MSAPI, sinh ngày 25 tháng 6 năm 1965 tại Vic-Fezensac) là chính trị gia người Pháp. Ông nhậm chức Thủ tướng Pháp vào ngày 3 tháng 7 năm 2020 thay thế Édouard Philippe từ chức trước đó. Ông là một trong những nhân vật chủ chốt trong chiến dịch phòng chống Đại dịch COVID-19 tại Pháp.

## Gia đình
Jean Castex là con trai của Claude và Nicole Castex (nhũ danh Fontanier), và cháu của cựu Thượng nghị sĩ tỉnh Vic-Fezensac, Marc Castex. Tên gia đình ông là cách viết khác của từ Castèth(s)theo kiểu Occitan trong tiếng Gascon, có nghĩa là Lâu đài – Château(x).
Jean Castex là người đam mê bóng bầu dục. Ngoài tiếng Pháp, ông thành thạo tiếng Catalunya.

## Giáo dục
Castex tốt nghiệp cử nhân ngành lịch sử tại Đại học Toulouse II vào năm 1982, trước khi theo học Viện nghiên cứu chính trị Paris (Sciences Po) vào năm 1986 và tốt nghiệp Thạc sĩ luật công đúng 1 năm sau đó. Ông sau đó theo học Trường Hành chính quốc gia (ENA) rồi làm việc tại Tòa kiểm toán trong vai trò kiểm toán viên vào năm 1991, tư vấn viên vào năm 1994 và chuyên viên vào năm 2008.

## Sự nghiệp chính trị
Castex từng giữ chức chủ tịch các vấn đề sức khỏe và giáo dục của tỉnh Var vào năm 1996, giám đốc sở cảnh sát Vaucluse (1999–2001) rồi phụ trách công quỹ thành phố Alsace (2001–2005). Từ năm 2008, ông là chủ tịch xã Prades thuộc tỉnh Pyrénées-Orientales.
Ông từng là trợ lý thư ký cho Tổng thống Nicolas Sarkozy từ 2011–2012, thành viên hội đồng nhân dân tỉnh Languedoc-Roussillon từ 2010 tới 2015, và sau đó là thành viên hội đồng nhân dân tỉnh Pyrénées-Orientales. Tháng 9 năm 2017, ông giữ chức Trưởng đoàn Pháp đăng cai Thế vận hội Mùa hè 2024 và Thế vận hội dành cho người khuyết tật 2024, cũng như là Giám đốc cơ quan thể thao quốc gia.
Ông rời khỏi Đảng những người Cộng hòa (LR) vào đầu năm 2020. Ngày 2 tháng 4 năm 2020, ông được bổ nhiệm phụ trách thực hiện kế hoạch phong tỏa toàn quốc vì Đại dịch COVID-19. Ông được Tổng thống Emmanuel Macron bổ nhiệm Thủ tướng Pháp vào ngày 2 tháng 7 sau khi Édouard Philippe cùng nội các từ chức.
Ngày 22 tháng 4 năm 2022, Castex từ chức Thủ tướng Pháp sau khi Emmanuel Macron tái đắc cử Tổng thống Pháp nhiệm kỳ thứ hai. Toàn bộ nội các của Castex sau đó cũng từ chức vào ngày 16 tháng 5. Ngày 23 tháng 11 năm 2022, ông được bổ nhiệm làm Tổng giám đốc Công ty quản lý giao thông công cộng Paris (RATP).

## Đời tư
Castex kết hôn với người bạn thân từ thuở ấu thơ, Sandra Ribelaygue. Ông với bà Ribelaygue có bốn cô con gái.

## Huân chương
- Huân chương Hiệp sĩ (2006)[17]

## Sách
- La Ligne de chemin de fer de Perpignan à Villefranche — Prélude de la ligne de Cerdagne. Quyển 7. Talaia. ngày 1 tháng 12 năm 2017. ISBN 2917859725. Truy cập ngày 6 tháng 7 năm 2020.